# Дипломатичний корпус УНР

Міністерство закордонних справ УНР та Української Держави. м. Київ. Світлина поч. XX ст.

Дипломатичний корпус УНР (Генеральне секретарство міжнародних справ)
Дипломатичну діяльність Української Народної Республіки можна розділити на три етапи.
Перший етап дипломатичної діяльності уряду УНР тривав від моменту створення Української Центральної Ради (4 (17) березня 1917) до середини листопада 1917,
другий розпочинається з листопада 1917 р., коли було проголошено ІІІ Універсал Української Центральної Ради і
третій - від того часу і до кінця існування УНР на українських землях.
Виконавчі структури Української Центральної Ради було перетворено на повноцінний уряд лише після проголошення IV Універсалу. У Генеральному Секретаріаті чільне місце зайняло зовнішньополітичне відомство - Генеральне секретарство міжнародних справ, яке було розташоване в особняку Федора Терещенка.

## Міністри закордонних справ

Додаток до журналу засідання Генерального Секретаріату (уряд) 22 грудня 1917 року.

УНР: Генеральні секретарі міжнародних справ (міністри закордонних справ):
- Олександр Шульгин
- Всеволод Голубович (прем'єр-міністр, за сумісництвом міністр закордонних справ)
- Микола Любинський

Українська Держава:
- Микола Василенко (прем'єр-міністр, за сумісництвом міністр закордонних справ)
- Дмитро Дорошенко
- Георгій Афанасьєв

Директорія УНР:
- Володимир Чехівський (прем'єр-міністр, за сумісництвом міністр закордонних справ)
- Костянтин Мацієвич
- Володимир Темницький
- Андрій Лівицький
- Андрій Ніковський

## Перший дипломатичний досвід

Бланк Міністерства закордонних справ УНР та Української Держави. Фрагмент

Першим виходом УНР у міжнародну політику була участь у підготовці і підписанні Берестейського миру 1918 р. Українська дипломатія уклала цей договір на досить вигідних для себе умовах. Після того, як УНР визнали більшість країн учасників Берестейського миру, Центральна Рада у 1918 р. вислала перших українських послів до Німецької імперії, Австро-Угорської імперії, Османської імперії, Румунського королівства.

## Посольства України за кордоном
За Гетьманату створено нові посольства: Всевелике Військо Донське, Королівство Польське, Фінляндія, Швейцарія, Румунське королівство, Кубанська Народна Республіка, Швеція. До Києва прибули посли Азербайджанської Демократичної Республіки, Грузинської Демократичної Республіки, Фінляндії, Кубанської Народної Республіки та Румунського королівства.
За Директорії Україна мала за кордоном 11 повноцінних посольств 1-го розряду - Німеччина держава, Австрійська республіка, Угорська Демократична Республіка, Османська імперія, Болгарське царство; другого розряду - Румунське королівство, Чехословацька Республіка, Естонія, Латвія, Фінляндія, Грузинська Демократична Республіка (з Азербайджаном, Кубанню, Північним Кавказом), а також у Великій Британії, США, Королівстві Італія, Грецькому королівстві, Бельгії (і Голландії), Данії, Ватикані. Розбудовано мережу консульств у таких державах: на Дону, в Кубанській Народній Республіці, Грузинські Демократичній Республіці, Румунському королівстві, Німецькій державі, Швейцарії, Швеції. На території Росії діяло понад 30 консульств та консульських агентств.

## Консульські установи
До травня 1918 консульські установи України активно діяли в Берліні, Відні, Стамбулі, Бухаресті, Грузії (з поширенням повноважень на Вірменію та Азербайджан). За часів Української Держави консульська мережа розвивалася насамперед за рахунок розширення її в регіонах Росії, де діяло 30 консульських установ. За цей час було також акредитовано консула в Мінську, направлено консула до Риги (нині столиця Латвії), в липні відкрито консульство в Данцігу (нині м. Гданськ, Польща), Софії, Тифлісі (нині м. Тбілісі, Грузія), у вересні – в Баку (нині столиця Азербайджану), наприкінці жовтня призначено консулів у Яссах (Румунія), Варшаві та Гельсінкі. Загалом на той час працювало 50 консульських установ. У зв'язку з розривом РСФРР 13 вересня 1918 Брестського мирного договору РСФРР з державами Четверного союзу  й відносин з Українською Державою (жовтень 1918) консульські контакти між Радянською Росією й Україною припинилися.
Характерною рисою діяльності консульських установ за часів Директорії УНР була орієнтація на Європу. Консульські установи існували в Берліні, Брюсселі, Відні, Женеві, Гаазі, Гельсінкі, Лондоні, Мюнхені, Парижі, Стокгольмі, Цюриху та ін. Оскільки Директорія УНР фактично втратила контроль над країною, то вона не мала можливості приймати іноземних дипломатичних представників. У цей час на Паризьку мирну конференцію 1919–1920 було відправлено українську делегацію, яка, до того ж, була повноважним дипломатичним представником УНР у Франції, також було відправлено чимало місій до інших країн: Великої Британії, США, Італії, Бельгії, Нідерландів, Данії, Ватикану, Румунії, Естонії, Латвії (з Литвою), Грузії, Чехословаччини, Угорщини. У Варшаві перебувала дипломатична делегація УНР з метою переговорів. Продовжували існувати посольства, що були засновані за часів Української Держави.
Після 1920 іноземні держави поступово згорнули офіційні взаємини з дипломатичними представництвами й консульськими установами Директорії УНР, оскільки змушені були визнати уряд УСРР (див. Дипломатія Української СРР 1920–1922).

## Список іноземних консульств в Українській Державі та їхніх консульських округів
| Держава                 | Місце перебування консула | Вид консульської установи | Губернії та області, що входять в її округу |
| Німецька імперія        |                           |                           | |
|                         | Київ                      | консульство               | Губернії: Київська, Подільська, Волинська, Чернігівська, Курська, Полтавська і Харківська                                                                                            |
|                         | Одеса                     | Генеральне консульство    | Місто Одеса і повіти, Губернії: Херсонська, Басарабська, Катеринославська і Таврійська                                                                                               |
|                         | Катеринослав              | Віце-Консульство          | Місто Катеринослав з передмістями, Нижньо-Дніпровськ |
|                         | Миколаїв                  | Віце-Консульство          | |
|                         | Маріуполь                 |                           | |
| США                     |                           |                           | |
|                         | Київ                      | консульство               | Губернії: Київська, Подільська, Волинська, Чернігівська, Курська, Полтавська і Харківська                                                                                            |
|                         | Одеса                     | консульство               | |
| Австро-Угорська імперія |                           |                           | |
|                         | Одеса                     | Генеральне консульство    | Одеський повіт, Губернії: Басарабська, Херсонська, Катеринославська, Таврійська |
|                         | Ізмаїл                    | Віце-консульство          | Басарабська губернія |
|                         | Бердянськ                 | Консульське агентство     | Таврійська губернія |
|                         | Маріуполь                 | Консульське агентство     | Катеринославська губернія |
|                         | Миколаїв                  | Консульське агентство     | Херсонська губернія |
|                         | Новоселиці                | Консульське агентство     | Новоселиця і Херсонський повіт |
| Королівство Іспанія     |                           |                           | |
|                         | Одеса                     | консульство               | |
|                         | Бердянськ                 |                           | |
|                         | Керч                      |                           | |
|                         | Маріуполь                 |                           | |
|                         | Миколаїв                  |                           | |
|                         | Таганрог                  |                           | |
| Французька республіка   |                           |                           | |
|                         | Одеса                     | Консульство               | Губернії: Херсонська, Басарабська, Подільська, Київська, Волинська, Полтавська, Катеринославська, Таврійська і Харківська                                                            |
|                         | Катеринослав              | Консульське агентство     | Губернії: Херсонська, Басарабська, Подільська, Київська, Волинська, Полтавська, Катеринославська, Таврійська і Харківська                                                            |
|                         | Миколаїв                  | Консульське агентство     | |
|                         | Київ                      | Консульське агентство     | |
|                         | Керч                      | Консульське агентство     | |
|                         | Бердянськ                 | Консульське агентство     | |
|                         | Маріуполь                 | Консульське агентство     | |
|                         | Харків                    | Віце-консульство          | |
| Велика Британія         |                           |                           | |
|                         | Одеса                     | Генеральне консульство    | Губернії: Волинська, Подільська, Басарабська, Херсонська, Таврійська (крім міста Керчі з портом і портом Азовського моря); Харківська, Полтавська, Київська, Курська і Чернігівська. |
|                         | Київ                      | Консульство               | Київська губернія |
|                         | Миколаїв                  | віце-консульство          | |
|                         | Бердянськ                 | віце-консульство          | |
|                         | Маріуполь                 | віце-консульство          | |
|                         | Київ                      | Консульство               | Губернії: Київська, Подільська, Полтавська, Харківська, Волинська, Чернігівська, Курська                                                                                             |

## Посольства іноземних держав в Україні
Перші дипломатичні представники іноземних держав прибули до Києва у грудні 1917: від Великої Британії - Джон Піктон Багге, Французької республіки - генерал Табуї Жорж, Румунського королівства - генерал Константін Коанде. Після підписання Берестейського договору 1918 р. до Києва прибули посли ряду інших країн: від Німецької імперії - Альфонс Мумм фон Шварценштейн, Австро-Угорської імперії - Йоганн Форґач, Принц Карл Фюрстенберг, Болгарського царства - Шишманов Іван Димитров, Османської імперії - Ахмед Мухтар-бей Моллаогли, Фінляндії - Герман Гуммерус, Королівства Польського - Ванькович Станіслав Олександрович, Всевеликого Війська Донського - Черячукін Олександр Васильович, Азербайджанської Демократичної Республіки - Джамал Садихов, Грузинської Демократичної Республіки - Тевзая Віктор Васильович, Кубанської Народної Республіки - Ткачов В'ячеслав Матвійович, Румунського королівства - Константін Концеску.
У Києві та інших містах України діяли консули Німецької імперії, Австро-Угорської імперія, Османської імперії, Фінляндії, Радянської Росії, Королівства Іспанія, Грузинської Демократичної Республіки, Данії, Королівства Греція, Норвегії, Швейцарії, Швеції, Королівства Італія, Персії, Білоруської Народної Республіки.

## Склад українських дипломатичних представництв
| Держава | Посол                                                       | Члени диппредставництва (радники, секретарі, аташе) | Світлини |
| Австрія | А. Яковлів, В. Липинський, Г. Сидоренко                     | радник посольства: І. Токаржевський-Карашевич, старший секретар: В. Полетика, секретар: М. Біленький, аташе: С. Ванькович, військовий аташе: ген. В. Левицький (не обійняв посади), морський аташе: капітан В. Дашкевич-Горбацький. |          |
| Велика Британія | М. Стаховський, А. Марґолін, Я. Олесницький                 | |          |
| Аргентина | М. Шумицький (не обійняв посади)                            | |          |
| Бельгія і Голландія | А. Яковлів                                                  | |          |
| Болгарське царство | О. Шульгин, Ф. Шульга                                       | радник посольства: Ф. Шульга, Перший секретар: В. Драгомирецький, Другий секретар: Д. Шолудько, військовий аташе: ген. Б. Боровський |          |
| Ватикан | ґр. М. Тишкевич, о. Ф. К. Бонн                              | |          |
| Грецьке королівство | Ф. Матушевський, М. Левицький                               | |          |
| Грузинська Демократична Республіка, Кубань, Азербайджанська Демократична Республіка, Демократична Республіка Вірменія, Північний Кавказ | І. Красковський                                             | радник посольства: А. Петренко, секретар: граф Андрій Тишкевич, військовий аташе: Микола Чеховський |          |
| Данія | Д. Левицький                                                | Надзвичайна дипломатична місія УНР у Копенгагені. Сидять (від ліва): Володимир Соловій - радник, Марія Бачинська (Донцова), Олександр Гладишовський - секретар, Дмитро Левицький - голова; стоять: Емілія Паньків - машиністка, Зоммер - перекладач, Володимир Паньків - аташе.                                                                                           |          |
| Всевелике Військо Донське | К. Середин                                                  | спеціальний представник: ґен. К. Середин; радник: М. Славинський |          |
| Естонія | Е. Голіцинський                                             | |          |
| Злучені Держави Північної Америки | Ю. Бачинський                                               | Надзвичайна дипломатична місія УНР в США. Світлина зроблена у Копенгагені в липні 1919 року. Сидять (від ліва): Максим Гехтер - радник, Віктор Казакевич - секретар, Андрій Шумицький - перший аташе, Євген Голіцинський - голова, Юліан Бачинський - радник; стоять: Євген Слабченко - аташе, Ісай Баршак - урядовець.                                                   |          |
| Королівство Італія | Д. Антонович, В. Мазуренко                                  | |          |
| Латвія, Литва | В. Кедровський                                              | |          |
| Мадярщина | М. Ґалаґан                                                  | Надзвичайна дипломатична місія УНР в Угорщині. Світлина серпня 1919 року. Сидять (від ліва): Іван Флюнт - аташе, Микита Шаповал - секретар, Микола Галаган - голова, Микола Шраг - радник; стоять: Павло Ходаркевич - референт преси, Іван Стасів - урядовець, Михайло Курчак - служник.                                                                                  |          |
| Німеччина | О. Севрюк, бар. Ф. Штейнґель, М. Порш, Р. Смаль-Стоцький    | посол: бар. Ф. Штенґель; радник посольства: О. Іванов, старший секретар: І. Товстоліс, секретар: В. Ланін та В. Козловський, завідувач консульського відділу Григорій Петренко. |          |
| Румунське королівство | М. Ґалаґан, В. Дашкевич-Горбацький, Ю. Гасенко, К. Мацієвич | шеф надзвичайної місії: ґен. В. Дашкевич-Горбацький |          |
| Османська імперія | М. Левицький, М. Суковкін, О. Лотоцький, Я. Токаржевський   | посол: М. Суковкин, радник пос.: Л. Кобилянський, секретар: князь Тенішев, другий секретар: полк. Г. Стеблін-Камінський і сотн. М. Любимський; старші аташе: полк. О. Хоруженко і полк. Ф. Пономаренко, молодші аташе: пор. О. Ратгавз і хор. Я. Москаленко, військовий аташе: полковник ґенерального штабу В. Василіїв, морський аташе: капітан Першої ранґи О. Зарудний |          |
| Фінляндія | К. Лоський, М. Залізняк                                     | шеф місії: К. Лоський; секретар М. Галущинський |          |
| Чехословацька Республіка | М. Славинський                                              | шеф місії: Е. Лукасевич; секретар: Г. Біленький, військово-морський аташе: ґен. Дроздовський. |          |
| Швейцарія | Є. Лукасевич, М. Василько                                   | Секретар Станіслав Старосольський (1889–?). |          |
| Швеція, Норвегія | Б. Баженов, К. Лоський                                      | |          |

## Галерея

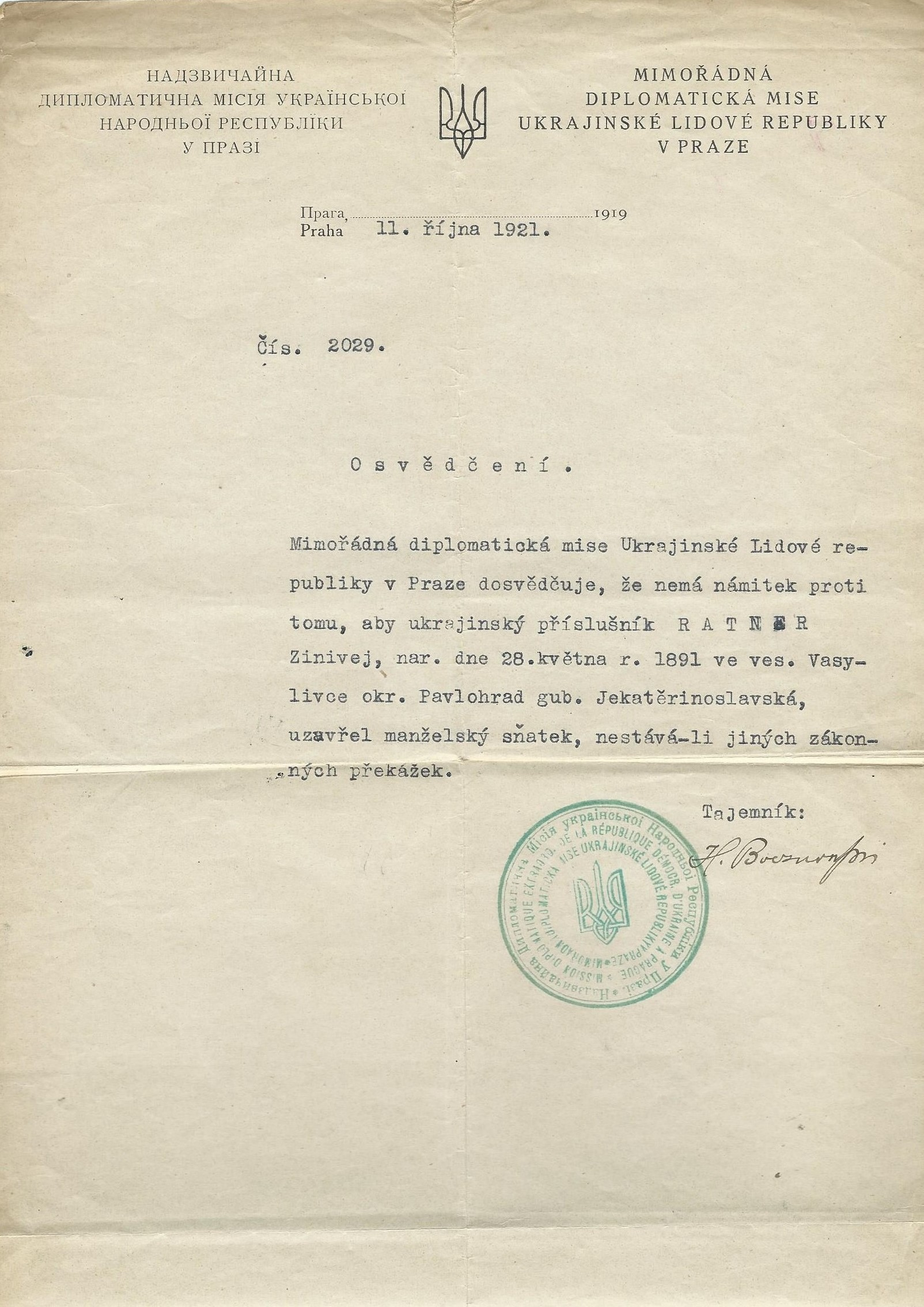
Посвідчення видане українському громадянину Дипломатичною місією Української Народної Республіки у Празі, 11 жовтня 1921 року.
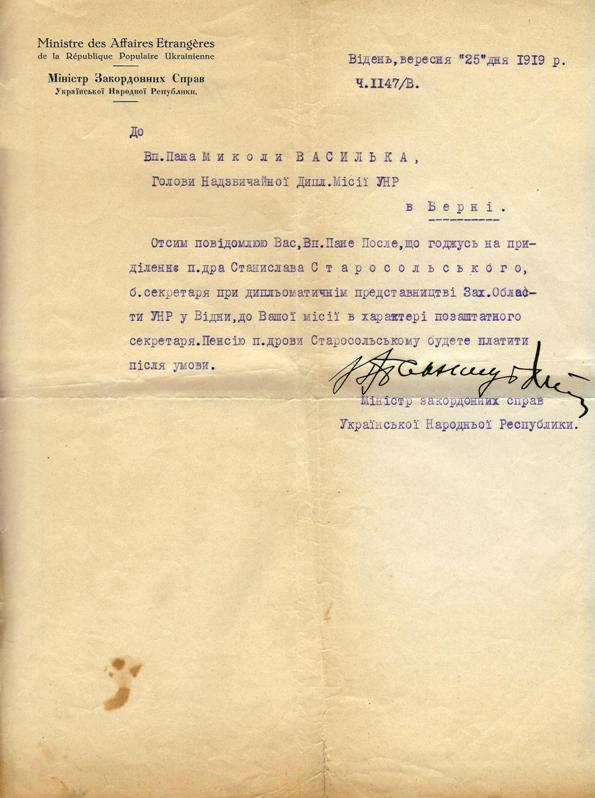
Лист Станіслава Старосольського - старшого секретаря Дипломатичної Місії Української Народної Республіки в Швейцарії до посла УНР в Швейцарії Миколи Василька, 25 вересня 1919 року.
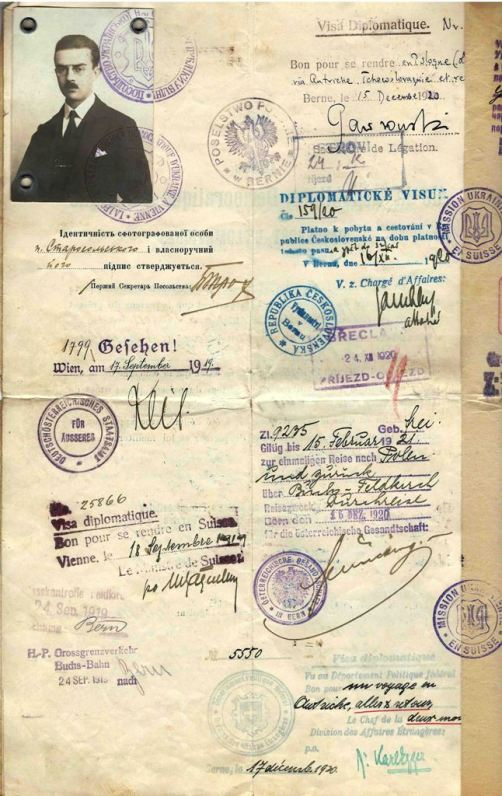
Дипломатичний паспорт Станіслава Старосольського - старшого секретаря Дипломатичної Місії Української Народної Республіки в Швейцарії. 1919 рік.
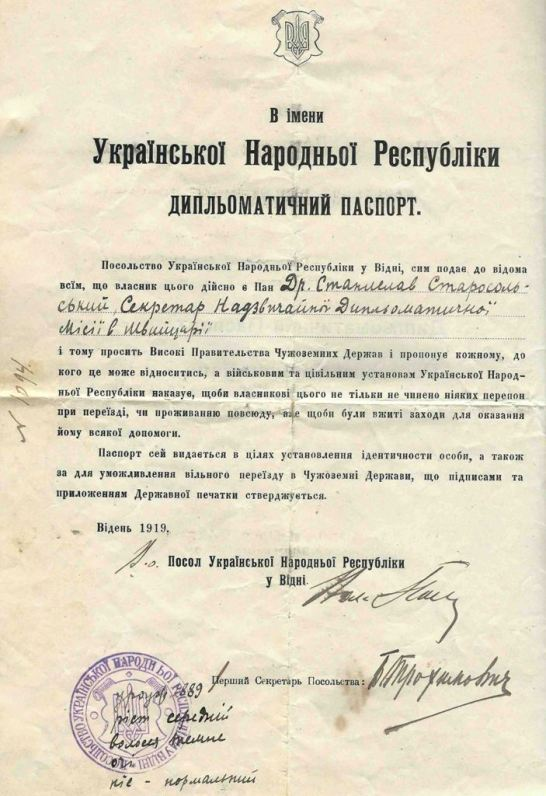
Дипломатичний паспорт Станіслава Старосольського - старшого секретаря Дипломатичної Місії Української Народної Республіки в Швейцарії. 1919 рік.
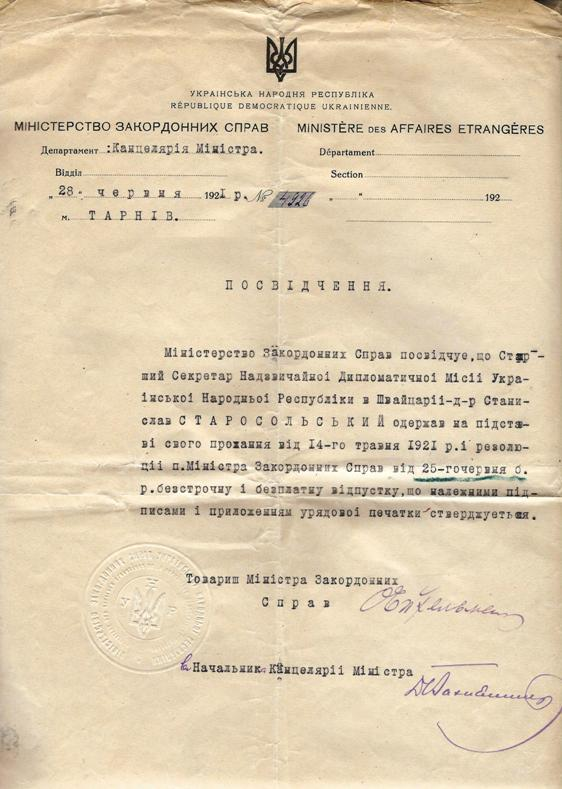
Посвідчення Станіслава Старосольського - старшого секретаря Дипломатичної Місії Української Народної Республіки в Швейцарії. 1919 рік.
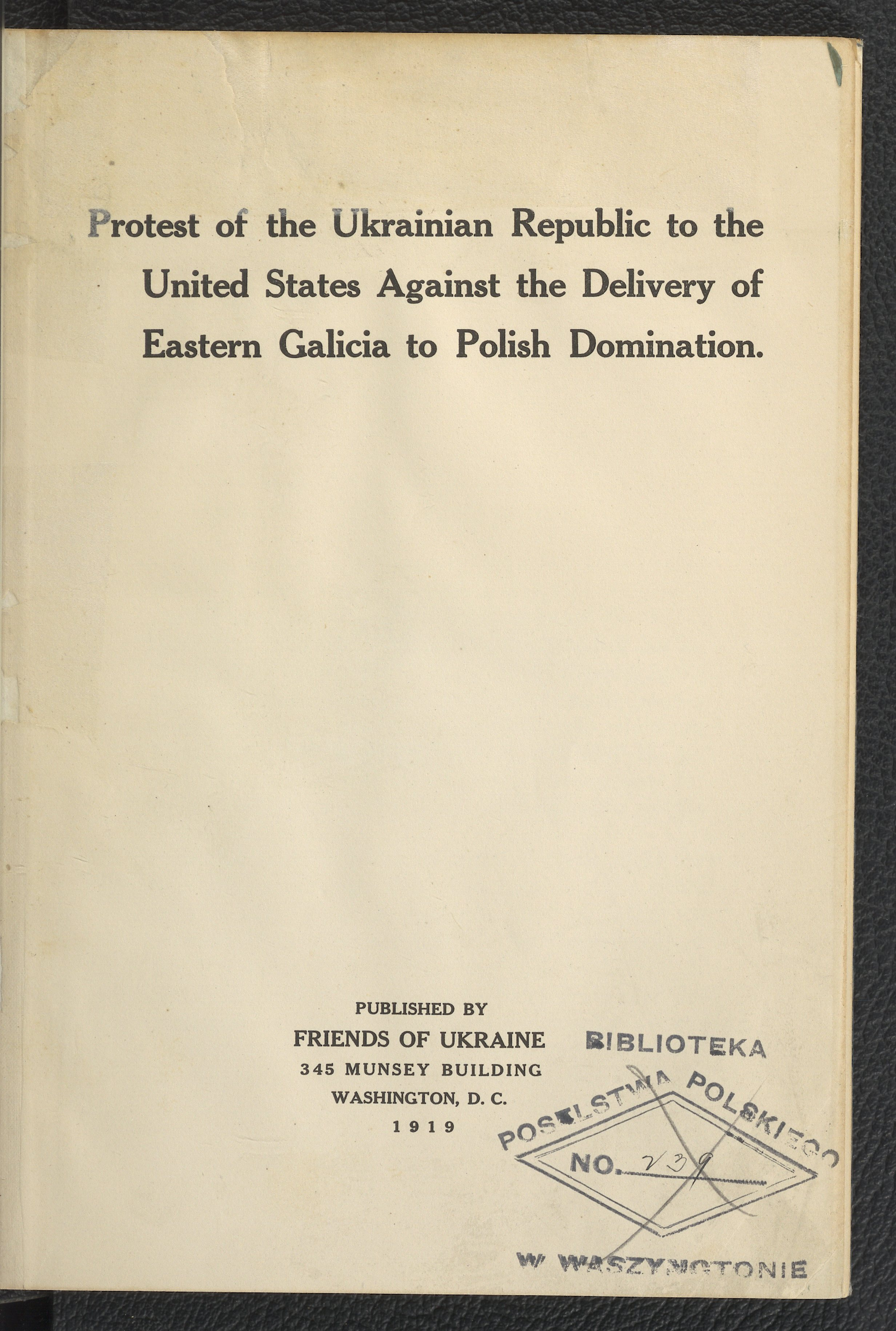
Протест Української Республіки до США проти здачі Східної Галичини польському пануванню. Юліан Бачинський  - дипломатичний представник Української Народної Республіки у Вашингтоні. 1919 рік.